# Methodist Church in Kenya
Die Methodist Church in Kenya ist eine christliche Kirche in methodistischer Tradition in Kenia.
Sie wurde gegründet durch die Methodist Church of Great Britain und wurde 1967, einige Jahre nach der Unabhängigkeit Kenias, eine eigenständige Kirche.
Ihr erster Bischof war Lawi Imathiu. Unter seiner Leitung wuchs die Kirche von 8.000 Mitgliedern im Jahr 1970 auf 225.000 im Jahr 2000 und ist jetzt im ganzen Land verbreitet. In Tansania und Uganda wurden Missionen gegründet.
Gegenwärtiger Bischof ist Stephen Kanyaru M'Impwii.
Die Kirche hat in Kenia 1864 eine Schule gegründet und führen heute Primarschulen im ganzen Land. Seit 1997 unterhält sie die Kenya Methodist University, die bereits 1000 Studenten hat. Daneben ist sie tätig im Gesundheitswesen, z. B. mit dem methodistischen Krankenhaus in Maua, und in der Entwicklung der ländlichen Gebiete.
Die Methodist Church in Kenya gehört dem Ökumenischen Rat der Kirchen (ÖRK), der All Africa Conference of Churches (AACC) und dem Weltrat methodistischer Kirchen an.